# 杜埃特
杜埃特（英語：Duette）是位於美國佛羅里達州馬納提縣的一個非建制地區。

## 地理
杜埃特的座標為27°35′25″N 82°07′22″W / 27.59028°N 82.12278°W，而該地的平均海拔高度為37米（即121英尺）。